# Истеривач ђавола (новела)
Истеривач ђавола је роман из 1971 године америчког писца Вилијама Питера Блатија. Књига говори о запоседању демона дванаестогодишње Реган Мекнил, иначе ћерка познате глумице и свестеницима који покушавају извести егзорцизам над нјом.
Књига је након само две године добила своју филмску адаптацију Истеривач ђавола.